# Carl Lybecker
Carl Bleckert Lybecker, född 15 oktober 1768 i Koskis, Vemo socken, död 4 augusti 1796 genom drunkning vid Norra Järsjö gård, Söderby-Karls socken, var en svensk friherre, militär och författare.
Carl Lybecker var son till hovjunkaren Claes Lybecker och bror till Claes Samuel Lybecker. Han blev 1781 kornett vid Livdragonregementet och 1786 löjtnant vid Änkedrottningens livregemente. 1790 blev han livdrabant. Han erhöll 1795 avsked från militär tjänst. Lybecker framträdde som författare först året före sin död med Handbok för unge hushållare (1795) som innehåller en rad praktiska råd, bland annat om uppodling av olika slags mark, om boskapsskötsel och om Jordpärons plantering och wård samt noggranna beskrivningar av åkerbruksredskap. Han gjorde även några översättningar av Jean-François Marmontel och Jacques Henri Bernardin de Saint-Pierre samt utgav Utdrag ur Youngs tankar... (1975). 1796 utgavs postumt Den känslofulles lidelser och Skalde-stycken, den förra några sentimentala berättelser inspirerade av Laurence Sterne och Bengt Lidner, den senare en diktsamling.